# Historia agraria romana y su significado para el derecho público y privado
Historia agraria romana y su importancia para el derecho público y privado (Alemán original: Die römische Agrargeschichte in ihrer Bedeutung für das Staats- und Privatrecht) fue la tesis de habilitación, en derecho en la Universidad de Berlín en 1891, de Max Weber, quien se convirtió en un renombrado sociólogo.
El trabajo examina el desarrollo económico, social y político de la sociedad  Roman a través del análisis de escritos romanos sobre agricultura, los métodos de agrimensura y los términos utilizados para designar las unidades de tierra en la Antigua Roma. 